# Aldo Sestini
Aldo Sestini (Brozzi, 11 luglio 1904 – Firenze, 24 febbraio 1988) è stato un geografo e geologo italiano, uno dei maggiori geografi del Novecento e tra le figure più significative della geografia italiana.

## Biografia
Laureatosi in Geologia nel 1928, ottenne la libera docenza in geografia fisica nel 1934.
 Dopo un breve periodo (dal 1935 al 1938) come insegnante di scienze naturali, chimica e geografia presso il Liceo classico Francesco Petrarca di Arezzo, divenne professore incaricato presso l'Università di Cagliari, poi presso quella di Milano; ritornò quindi a Firenze dove rimase fino al termine della sua carriera accademica, quando fu proclamato docente emerito.
Fu direttore per oltre venticinque anni della Rivista geografica italiana e presidente dell'Associazione italiana insegnanti di geografia nel 1977.
Ottenne nel corso della sua carriera numerosi riconoscimenti, inclusi il titolo di Commendatore Ordine al Merito (1980) e la medaglia d'oro ai benemeriti della scuola della cultura e dell'arte della Repubblica Italiana (1969). Fu anche socio  dell' Accademia Nazionale dei Lincei e socio d'onore alla Societè de géographie di Parigi.